# Irineo Miranda
Irineo L. Miranda (San Fernando, 15 december 1896 - 21 maart 1964) was een Filipijns cartoonist, kunstschilder en illustrator.

## Biografie
Irineo Miranda werd op 15 december 1896 geboren in San Fernando in de Filipijnse provincie Pampanga. Hij voltooide in 1915 een bachelor-opleiding aan de School of Fine Arts van de University of the Philippines. Na zijn afstuderen werkte Miranda datzelfde jaar als assistent-illustrator bij het Bureau of Printing. Later werkte hij voor Pacific Commercial Company waar hij werkte aan etiketten en reclameuitingen. Ook was hij illustrator voor El Debate en Liwayway. Miranda was de ontwerper van de eerste omslag van Graphic. Ook doceerde hij schilderkunst, cartoontekenen en ontwerpen aan zijn alma mater. Hij stond bekend om zijn politieke cartoons en wordt beschouwd als een van de belangrijkste Filipijnse cartoonisten uit zijn tijd. Naast zijn werk als cartoonist en illustrator was Miranda actief als kunstschilder. Qua schilderwerk behoort hij tot de school van Fernando Amorsolo.